# Vakarufalhi
Vakarufalhi est une petite île inhabitée des Maldives. C'est une des nombreuses îles-hôtel des Maldives, accueillant un hôtel depuis 1994, actuellement le Vakarufalhi Island Resort.

## Géographie
Vakarufalhi est située dans le centre des Maldives, au Sud de l'atoll Ari, dans la subdivision de Alif Dhaal.  Elle voisine l'île de Kudarah.